# Walter Haag
Walter Haag (* 14. Februar 1898 in Berlin, Deutschland; † 20. April 1978 in Göttingen) war ein deutscher Filmarchitekt.

## Leben
Haag war der Sohn des Porzellanmalers Hermann Haag und seiner Frau Gertrud, geb. Joneleit.
Er studierte an der Berliner Kunstakademie und arbeitete anschließend als freischaffender Architekt und Bildhauer. 1920 heiratete er die Kontoristin Elisabeth Stingl.
Seinen ersten Kontakt zum Kino knüpfte er 1923, als er für den Film Die Taifunhexe ein Porträt der Schauspielerin Aenne Ullstein modellieren sollte. Seit 1926 arbeitete Haag als Assistent der Filmarchitekten Franz Schroedter und Hermann Warm regelmäßig für das Kino, ab 1932 auch als zweiter Chefarchitekt, meist an der Seite seines früheren Lehrmeisters Schroedter. 
Mit ihm entwarf Haag bis 1945 regelmäßig die Kulissen zu den Produktionen von Carl Froelich. Nach dem Krieg kehrte Haag zeitweilig zur Architektur zurück, widmete sich aber seit 1948 wieder ganz dem Szenenbild. Bis in die 60er Jahre hinein blieb er ein gefragter Filmarchitekt. Von seinen Nachkriegsarbeiten verdienen vor allem Liebe 47, Hunde, wollt ihr ewig leben, Herrscher ohne Krone und Königliche Hoheit Erwähnung. Die an ihn gestellten Aufgaben umfassten die Designs sowohl für äußerst spartanische als auch für prachtentfaltende Filmarchitektur.
Haag, der in den frühen Nachkriegsjahren überwiegend für die Filmaufbau GmbH Göttingen Hans Abichs und Rolf Thieles tätig gewesen war, blieb nach seinem Rückzug in den Ruhestand im Alter von 70 Jahren auch weiterhin in Göttingen ansässig.

## Filmografie
Kinofilme, wenn nicht anders angegeben
| - 1932: Gitta entdeckt ihr Herz - 1932: Der Choral von Leuthen - 1933: Ganovenehre - 1933: Es war einmal ein Musikus - 1933: Der Zarewitsch - 1933: Die Finanzen des Großherzogs - 1934: Volldampf voraus! - 1934: Frühlingsmärchen - 1934: Oberwachtmeister Schwenke - 1935: Liselotte von der Pfalz - 1935: Der Ammenkönig - 1935: Traumulus - 1936: Der Raub der Sabinerinnen - 1936: Wenn der Hahn kräht - 1937: Die Umwege des schönen Karl - 1938: Andalusische Nächte - 1938: Die 4 Gesellen - 1938: Das Leben kann so schön sein - 1940: Das Herz der Königin - 1941: Der Gasmann - 1941: Der Weg ins Freie - 1941: Zwischen Himmel und Erde - 1942: Hochzeit auf Bärenhof - 1943: Damals - 1943: Familie Buchholz - 1943: Neigungsehe - 1948: Liebe 47 - 1949: Amico - 1949: Nachtwache - 1949: Frauenarzt Dr. Prätorius - 1949: Meine Nichte Susanne - 1950: Es kommt ein Tag - 1951: Unsterbliche Geliebte - 1951: Was das Herz befiehlt - 1951: Mein Freund, der Dieb - 1951: Primanerinnen - 1952: Der Tag vor der Hochzeit | - 1953: Die blaue Stunde - 1953: Geliebtes Leben - 1953: Solange Du da bist - 1953: Königliche Hoheit - 1954: Sie - 1955: Ingrid – Die Geschichte eines Fotomodells - 1954: Gestatten, mein Name ist Cox - 1955: Mamitschka - 1955: Die Barrings - 1955: Nacht der Entscheidung - 1956: Friederike von Barring - 1956: Heidemelodie - 1956: Herrscher ohne Krone - 1957: Kein Auskommen mit dem Einkommen! - 1957: Der gläserne Turm - 1958: Vater, Mutter und neun Kinder - 1958: Nick Knattertons Abenteuer - 1958: Hunde, wollt ihr ewig leben - 1959: Rosen für den Staatsanwalt - 1959: Natürlich die Autofahrer - 1959: Drillinge an Bord - 1959: Nacht fiel über Gotenhafen - 1960: Der letzte Fußgänger - 1960: Im Namen einer Mutter - 1960: Fabrik der Offiziere - 1960: Himmel, Amor und Zwirn - 1961: Kalamitäten - 1962: Im echten Manne ist ein Kind (TV) - 1962: Der Mann im Fahrstuhl (TV) - 1963: Moral 63 - 1963: Ferien vom Ich - 1964: Die schwedische Jungfrau - 1965: Die Gegenprobe (TV) - 1965: Transit (unvollendet) - 1966: Das gewisse Etwas der Frauen - 1967: Die Lümmel von der ersten Bank: Zur Hölle mit den Paukern |

## Auszeichnungen
- 1959: Bundesfilmpreis für Hunde, wollt ihr ewig leben (Beste Filmarchitektur)